# Ray Nitschke
Raymond Ernest Nitschke (* 29. Dezember 1936 in Elmwood Park, Illinois; † 8. März 1998 in Venice, Florida) war ein US-amerikanischer American-Football-Spieler. Er spielte für die Green Bay Packers in der NFL.

## Spielerlaufbahn

### Collegekarriere
Nitschkes Eltern starben bereits während seiner Kindheit, er wurde daher von einem älteren Bruder aufgezogen. Seine ersten Footballschritte machte er auf der High School, bevor er ein Stipendium von der University of Illinois in Urbana erhielt und für deren Mannschaft, die Fighting Illini, spielte. Dort wurde er auch als Fullback aufgestellt und erzielte auf dieser Position vier Touchdowns. Seine angestammte Position war die eines Linebackers. Sein älterer Bruder war es auch, der ihn überredete, einen Baseballvertrag der St. Louis Browns, einer Mannschaft der MLB, abzulehnen und das Stipendium anzunehmen.

### Profikarriere
In der NFL Draft 1958 wurde Nitschke in der dritten Runde an 36. Stelle durch die Packers gewählt. Im ersten Jahr hatte Nitschke deutliche Anlaufschwierigkeiten, was allerdings auch am schlechten Gesamtzustand der Mannschaft lag – fast alle Spiele gingen in dieser Saison verloren. Im Laufe der 58er Saison wurde Vince Lombardi als neuer Trainer verpflichtet. Mit ihm begann der Aufstieg der Packers zum dominierenden Footballteam der 1960er Jahre.
Erst 1962 konnte sich Nitschke bei den Packers endgültig durchsetzen und sich einen Stammplatz erobern. Nitschke wurde von seinen Mitspielern als klassisches Beispiel von ’’“Dr. Jekyll und Mr. Hyde”’’ bezeichnet. Während er privat ein eher zurückhaltender Mensch war, war er auf dem Feld ein harter, gefürchteter Tackler, der es geradezu zu genießen schien, seine Gegenspieler brutal zu Boden zu bringen. Dabei war Nitschke auch hart gegen sich selbst. Während eines Trainings fiel ihm ein Eisenteil auf den Helm, durchstieß diesen aber zum Glück nicht. Nitschke machte weiter wie gewohnt, so als wäre nichts gewesen. Die Packers stellen den zertrümmerten Helm noch heute aus. Die unerbittliche Härte Nitschkes machte ihn zu einem der Führungsspieler in der Defense der Packers.
Die Packers konnten mit Nitschke und ihrem Starting-Quarterback Bart Starr insgesamt fünf NFL Championship Games gewinnen – 1961 gegen die New York Giants mit Quarterback Y. A. Tittle unter Coach Allie Sherman mit 37:0 und 1962 erneut gegen die Giants mit 16:7, wobei Nitschke in diesem Spiel zwei Fumbles eroberte.
1965 gewannen die Packers gegen die Cleveland Browns unter Coach Blanton Collier mit 23:12, 1967 erfolgte dann der Sieg gegen die Dallas Cowboys unter Coach Tom Landry und Quarterback Craig Morton mit 34:27 und ein Jahr darauf erneut gegen die Cowboys im Ice Bowl mit 21:17. Die letzten beiden Endspiele bedeuteten jeweils den Einzug in das AFL-NFL World Championship Game. Das Endspiel wurde später umbenannt in Super Bowl. Im Super Bowl I konnten die Kansas City Chiefs unter Coach Hank Stram mit Quarterback Len Dawson mit 35:10 besiegt werden. 1967 wurden die Oakland Raiders im Super Bowl II unter Trainer John Rauch und Quarterback Daryle Lamonica mit 33:14 besiegt. Im ersten Super Bowl gelangen Nitschke sechs Tackles und ein Sack, im zweiten Spiel neun Tackles.
1972, nach 15 Profijahren und 190 Spielen bei den Packers in der Regular Season sowie nach 25 gefangenen Interceptions, beendete Nitschke seine Laufbahn.

## Ehrungen
Nitschke ist Mitglied in der Pro Football Hall of Fame, in der Green Bay Packers Hall of Fame, in der Wisconsin Athletic Hall of Fame, des National Football League 75th Anniversary All-Time Team, des National Football League 50th Anniversary All-Time Team und des National Football League 1960s All-Decade Team. Er spielte in einem Pro Bowl. Seine Rückennummer 66 wird durch die Packers nicht mehr vergeben. Für seine Leistung im NFL Championship Game 1962 wurde er zum MVP des Spiels erklärt. Die Zeitung ’’“The Sporting News”’’ wählte ihn zu einem der besten Footballspieler aller Zeiten. In Green Bay wurde eine Brücke nach ihm benannt, ein Trainingsplatz der Packers trägt gleichfalls seinen Namen. 1995 führte er vor dem Super Bowl XXIX den Münzwurf für die Platzwahl aus.

## Nach der Karriere
Nitschke starb bei einem Besuch bei seiner Familie in Florida an einem Herzinfarkt. Seine Leiche wurde nach seinem Tod verbrannt, der Verbleib seiner Asche ist unbekannt. Seine Frau starb zwei Jahre vor ihm. Ray Nitschke hinterließ zwei Söhne.

## Filmografie
Nitschke trat auch in zwei Filmen als Schauspieler in Erscheinung.
- 1968: Head
- 1974: Die härteste Meile (The Longest Yard)